# Acamptopoeum calchaqui
Acamptopoeum calchaqui là một loài Hymenoptera trong họ Andrenidae. Loài này được Compagnucci mô tả khoa học năm 2004.